# Амегино (лунный кратер)
Кратер Амегино (лат. Ameghino) — небольшой ударный кратер на северной границе Залива Успеха Моря Изобилия на видимой стороне Луны. Название присвоено в честь аргентинского натуралиста, палеонтолога, антрополога и зоолога Флорентино Амегино (1854—1911) и утверждено Международным астрономическим союзом в 1976 г.

## Описание кратера

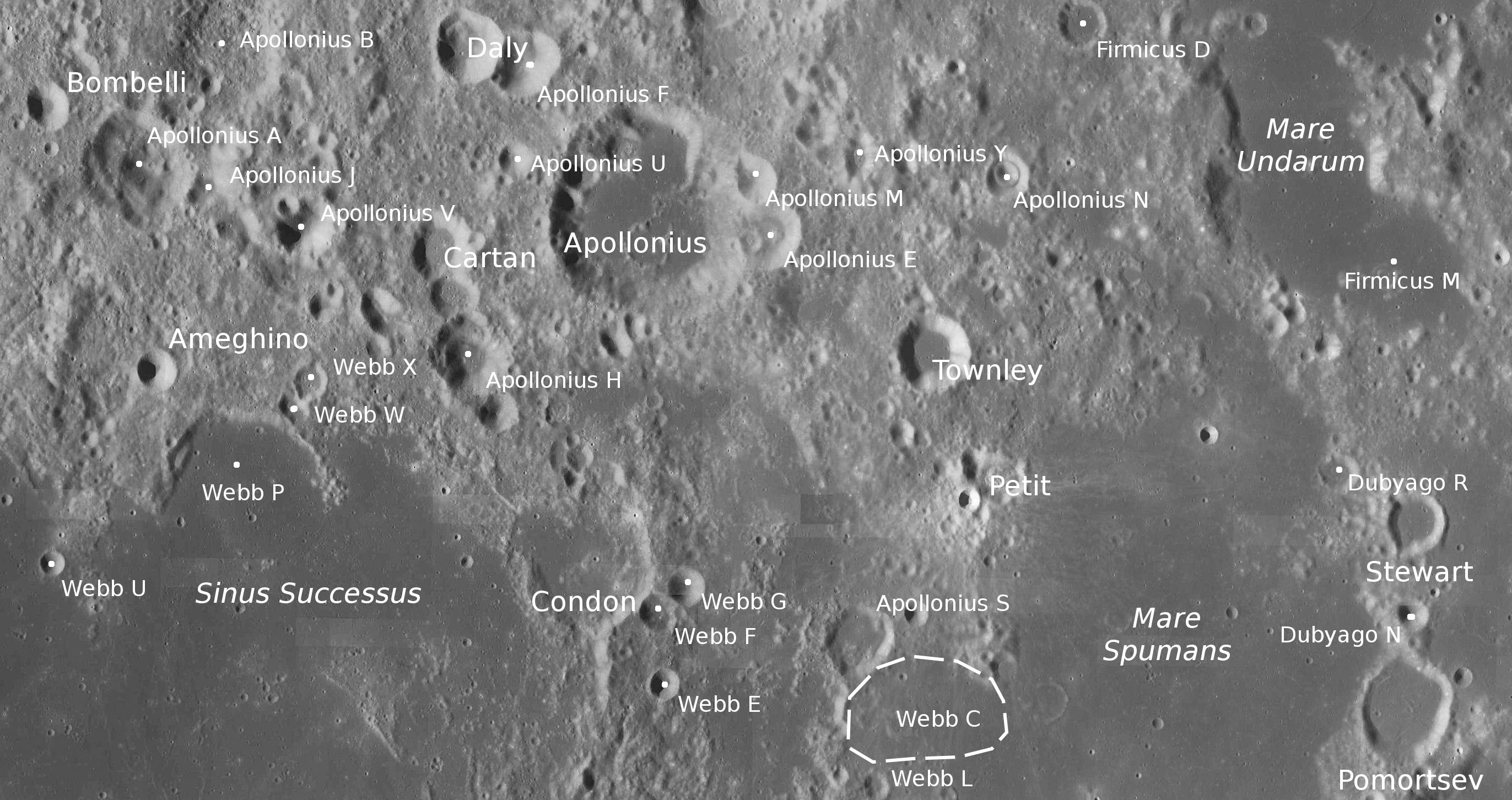
Окрестности кратера Амегино. Снимок зонда Lunar Reconnaissance Orbiter.

Ближайшими соседями кратера являются кратер Бомбелли на северо-западе, кратеры Аполлоний, Дейли и Картан на северо-востоке, кратеры Таунли и Пти на востоке; кратер Кондон на юго-востоке. Селенографические координаты центра кратера 3°18′ с. ш. 57°02′ в. д. / 3,30° с. ш. 57,04° в. д., диаметр 9,2 км, глубина 1,87 км.

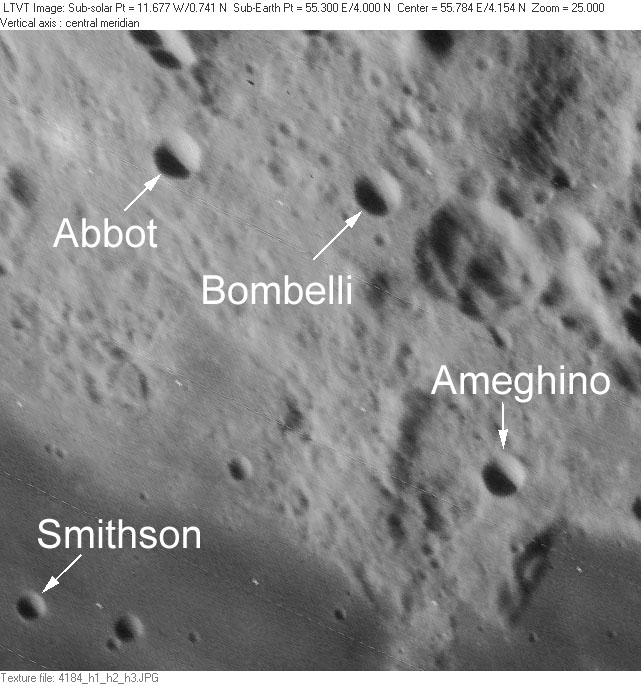
Снимок Lunar Orbiter — IV.

Кратер имеет сферическую форму с острым валом, в северной части вал перекрыт мелким кратером. Высота вала над окружающей местностью составляет 1800 м, объём кратера приблизительно 30 км³.
По морфологическим признакам кратер относится к типу ALC (Аль-Баттани C).
До 1976 года кратер считался сателлитом кратера Аполлоний и носил название Аполлоний С.

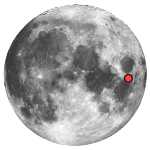
Месторасположение кратера

## Сателлитные кратеры
Отсутствуют.

## Места посадок космических аппаратов
Менее чем в 15 км к северо-западу от кратера произошло падение советской автоматической межпланетной станции Луна-18 и успешное приземление станции Луна-20, доставившей на Землю колонку лунного грунта массой 55 граммов.